# Unciherpia
Unciherpia is een geslacht van wormmollusken uit de  familie van de Pruvotinidae.

## Soort
- Unciherpia hirsuta Garcia-Alvarez, Urgorri & Salvini-Plawen, 2001